# I Heard It Through the Grapevine
"I Heard It Through the Grapevine" é uma canção escrita por Norman Whitfield e Barrett Strong para a Motown Records em 1966. A primeira gravação da música a ser lançada foi produzida por Whitfield para Gladys Knight & the Pips e lançada como single em setembro 1967; alcançou a segunda posição na parada da Billboard.
The Miracles gravou a canção pela primeira vez em 16 de agosto de 1966 e incluiu sua versão no álbum Special Occasion, de 1968. A versão de Marvin Gaye foi colocada em seu álbum de 1968, In the Groove, onde chamou a atenção dos disc jockeys de rádio, e o fundador da Motown, Berry Gordy, finalmente concordou em seu lançamento como single em outubro de 1968, quando chegou ao topo da Billboard, quando chegou ao topo da parada por sete semanas, de dezembro de 1968 a janeiro de 1969, e tornou-se por um tempo o maior sucesso da gravadora.
Desde então, a gravação de Gaye tornou-se um aclamado clássico de soul e, em 2004, foi classificada em 80 na lista das 500 melhores canções de todos os tempos da Rolling Stone. No quadragésimo aniversário comemorativo da edição Billboard Hot 100 da revista Billboard, em junho de 2008, "Grapevine", de Marvin Gaye, ficou em sexagésimo quinto lugar. Também foi introduzida no Grammy Hall of Fame por seu valor "histórico, artístico e significativo".
Além de ter sido lançada várias vezes por artistas da Motown, a canção foi gravada por vários músicos, incluindo Creedence Clearwater Revival, que fez uma interpretação de onze minutos para o álbum Cosmo's Factory, de 1970.

## Créditos
Versão de Marvin Gaye
- Marvin Gaye – voz principal
- The Andantes: Jackie Hicks, Marlene Barrow e Louvain Demps – vocais de apoio
- Earl Van Dyke – órgão Hammond[3]
- Johnny Griffith – piano elétrico Wurlitzer
- Richard "Pistol" Allen (tom-tom[4])[3] e Uriel Jones[5] – bateria
- James Jamerson – baixo
- Jack Ashford – percussão
- The Funk Brothers e Orquestra Sinfônica de Detroit – instrumentação
- Paul Riser – arranjo de cordas[3]

Versão de Gladys Knight & The Pips
- Gladys Knight – voz principal
- Merald Knight, William Guest e Edward Patten – vocais de apoio
- The Funk Brothers – instrumentação[6]
  - Earl Van Dyke – piano
  - James Jamerson – baixo
  - Benny Benjamin (pratos e preenchimentos) e Uriel Jones (ritmo principal) – bateria